# Proceratium morisitai
Proceratium morisitai is een mierensoort uit de onderfamilie van de Proceratiinae. De wetenschappelijke naam van de soort is voor het eerst geldig gepubliceerd in 2002 door Onoyama & Yoshimura.